# Parafia Matki Bożej Saletyńskiej w Gdańsku

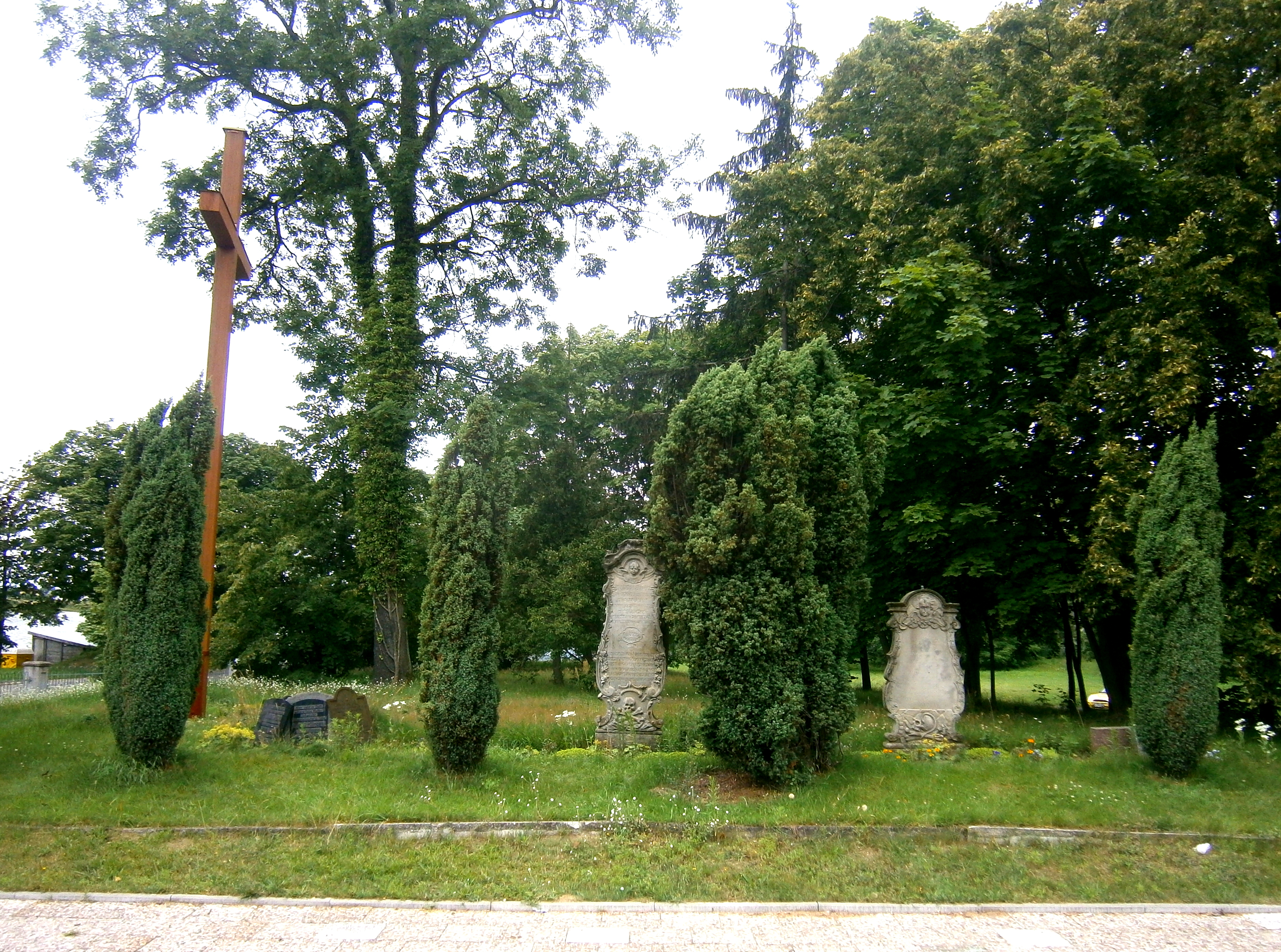
Stele mennonickie na terenie kościoła w Sobieszewie

Parafia Matki Bożej Saletyńskiej w Gdańsku – parafia rzymskokatolicka usytuowana w Gdańsku, prowadzona przez Zgromadzenie Księży Misjonarzy Saletynów. Należy do dekanatu Gdańsk-Dolne Miasto w archidiecezji gdańskiej. Została ustanowiona 1 stycznia 1947 roku.
Proboszczem parafii jest ks. Maciej Kucharzyk MS.